# Bonus de Naples
Bonus de Naples (né  786 mort en 834) est Consul duc de Naples pendant 2 ans de  832 à 834 issu d'une famille de l'aristocratie militaire napolitaine il est désigné comme successeur d'Étienne III de Naples assassiné en juin 832 et reconnu comme Duc & Consul au début du mois suivant.

## Biographie

### Contexte
Jean Diacre, qui consacre une partie considérable du chapitre 53 du Liber pontificalis napolitain à l'événement, affirme que le duc Étienne III est assassiné par un groupe d'extrémistes au moment d'un accord avec les Lombards, alors que, devant les portails de l'ancienne cathédrale de Naples, la « Stephania », il traitait des termes d'un armistice de paix avec les plénipotentiaires du prince Sicon de Bénévent; il ajoute que, immédiatement après l'assassinat du duc, Bonus s'empare du pouvoir et que « certains de ses complices sont tués, et d'autres condamnés à un exil perpétuel ». L'historien des évêques de Naples n'indique pas le rôle joué par Bonus dans la conjuration, ni ne dénonce ses responsabilités; ni même ne précise le mois ou l'année au cours duquel le crime a été commis, se limitant à signaler qu'il a été commis.

### Un règne bref
La chronologie des faits peut être déduite de l'épitaphe de Bonus: soit en juin à la moitié de l'année 832; tandis que l'offensive déclenchée immédiatement par le nouveau duc de Naples contre les Lombards, et le fait que son premier souci, une fois établi au pouvoir, est d'éliminer les représentants les plus en vue et les plus entreprenants de la faction qui avait renversé Étienne III sans aucun doute en niant la thèse de sa connivence avec les Lombards alors que l'accusation, habilement suggérée par le prévôt de S. Gennaro, que Bonus était impliqué dans le meurtre de son prédécesseur.
Bonus accède au gouvernement du duché de Naples dans une période particulièrement difficile. Déchirée par les luttes entre les factions internes, accablée par les défaites militaires subies face aux Lombards, durement éprouvée par un récent siège elle s'achève par la demande d'une trêve qui était en réalité une reddition et par le meurtre d'Étienne III, avec son  territoire mutilé,  le duché tout entier est en pratique réduit uniquement à la ville de Naples et à son arrière-pays immédiat. Naples se sentait à l'étroit, surtout après l'échec des tentatives d'émancipation répétées faites par Étienne III pendant son gouvernement, et un vassal politique et économique de Bénévent. Cependant, le nouveau consul et duc  démontre immédiatement qu'il est à la hauteur de la situation et qu'il possède, en outre, une certaine intuition politique et des capacités militaires indiscutables.
Mettant à profit  la crise du pouvoir qui  commence à Bénévent à  la mort de Sicon en août 832 et qui s’aggrave à la suite des conflits internes qui accompagnent la confirmation sur le trône de Sicard de Bénévent, fils et collègue du prince défunt, comme dirigeant unique des Lombards en septembre 832), Bonus tente de  redonner de l’oxygène à sa ville, brisant le cercle de fer qui la tenait sous une emprise mortelle et cherchant des alliances pour le combat décisif. Il a dû prévoir, lors d'un premier cycle d'opération, toute une série d'incursions dévastatrices à grande échelle contre les colonies et les Lombards cultivés immédiatement au nord-nord-est et au sud-est de Naples; à cette première phase faite de brefs affrontements, embuscades et pillages, il a dû suivre, dans un second temps et avec le soutien d'autres puissances alliées, l'attaque générale et coordonnée de toutes les forces napolitaines contre les territoires de la domination de Lombards, et l'occupation militaire stable des régions conquises.
Entre l'automne de 832 et la fin de 833, les coups et les raids des Napolitains se succèdent de manière décisive : ils prennent et démantèlent, à Terra di Lavoro, les forteresses lombardes d'Atella et d'Acerra, en pillant la vallée du Samos et la plaine de Pompéi, les hommes d'armes napolitains se lancent  sous la direction de Bonus dans une expédition  dangereuse le long de la voie Appienne pour menacer le cœur même de la principauté de Bénévent, jusqu'au château de Furculae près de Forchia, à l'entrée du Caudiano, qui est également conquis et incendié. De retour victorieux et avec un riche butin à la fin de la première période d'activité militaire, et considéré comme sauveur de la cité par ses concitoyens, Bonus ne pouvait que poursuivre et mener à bien l'action entreprise. Le 9 janvier 834 à Naples, après seulement un an et six mois de gouvernement, il meurt brutalement encore relativement jeune car il n'avait que  48 ans. Il laisse le pouvoir à son fils Léon, qui sera peu après renversé par son beau-père, André II de Naples, laissant le  duché menacé de représailles par les Lombards et  à la merci de diverses factions internes.

### Commentaires
Les sources n’apportent aucune information concernant les relations entre Naples, l'Empire byzantin et l'Empire Franc pendant le gouvernement de Bonus, de même qu’elles omettent de préciser si des engagements d’une certaine importance liaient la cité napolitaine aux arabes musulmans, dont l’alliance dans le cadre d'une politique anti-lombarde directe allait devenir dans les années suivantes la constante de la politique napolitaine du IXe siècle.  Et pourtant, c'est précisément les négociations que Bonus a pu entamer avec les musulmans, et l'établissement de relations cordiales entre les nouveaux maîtres de la Sicile et les Napolitains, qui seraient la  principale raison du violent conflit de pouvoir qui, dès les premiers instants de son gouvernement ont opposé le nouveau duc à l'évêque de Naples, Tibère (821-841). 
En fait, l'avènement de Bonus marque le début de l'ingérence de Tibère dans le domaine politique et coïncide avec le récit de Jean Diacre.  Selon le récit du prévôt de S. Gennaro : en 832, l'évêque, après avoir gouverné « en tranquillité » son diocèse pendant 13 ans, « commence à s'opposer ouvertement au duc ayant accédé depuis peu à sa fonction ». Contestant « ce qu'il y avait fait dans son pays »  Cette mise en cause de son autorité politique, oblige Bonus à le faire arrêter et enfermer dans une prison. Le duc aurait eu l'intention, une fois l'évêque Tibère  chassé, de nommer un nouvel évêque pour le clergé de Naples. Le candidat qu'il voulait placer sur le siège épiscopal était un clerc de grande culture, nommé Jean dit le Scribe, diacre de la cathédrale, qui fut élu à l'unanimité évêque. Jean Diacre, qui se préoccupait d'une part de défendre la personne et l'œuvre de l'évêque Tibère, et d'autre part de ne pas trop dévaloriser la personne d'un duc comme Bonus, vénéré dans la mémoire populaire par la célébrité de ses victoires, ne fait pas état des raisons qui ont conduit Tibère à s’opposer au duc, ni des raisons qui ont convaincu ce dernier d’arrêter le prélat et justifiait cette déposition aux yeux de la population, affirmant simplement, de manière très générale, que le nouveau duc « avait porté des coups contre la Sainte Église ». Nous ignorons en fait le contexte des événements de cette deuxième décennie du IXe siècle. 
La pierre tombale, sur laquelle a été gravée l'inscription funéraire en l'honneur de Bonus, est restée intacte jusqu'à nos jours et est encore visible aujourd'hui, murée dans les murs de la basilique Santa Restituta. Dans l'épitaphe acrostiche - les premières lettres de chaque ligne forment l'expression « Bonus consul et dux »-, l'auteur mentionne le rétablissement militaire offensif et victorieux mené par Bonus, dont il exalte les vertus militaires et humaines, et décrit avec des mots sincères les condoléances des Napolitains venus rendre le dernier hommage à l'homme qu'il avait été.

## Source
- (it) Bono  duca di Napoli (consulté le 12 juin 2019)